# Симон бен-Аззай
Симон бен-Аззай (Шимон бен Аззай) — иудейский религиозный деятель, таннай «третьего поколения» — первой трети II века.
К его имени иногда прибавлялся титул «рабби»; однако Бен-Аззай, несмотря на учёность, не имел права пользоваться этим титулом, так как в течение всей жизни оставался в положении «ученика» или «ученика мудрецов» («талмид» или «талмид хахам»).

## Биография
Бен-Аззай отличался чрезвычайным прилежанием. «С Бен-Аззаем умер последний прилежный человек», — говорили впоследствии. В Талмуде рассказывается, что из любви к Торе Бен-Аззай оставался всю жизнь холостым, хотя сам проповедовал против безбрачия, сравнивая его с кровопролитием. Однако в другом месте сообщается что Бен-Аззай был обручён с дочерью рабби Акивы, ждавшей его много лет, подобно тому, как и её мать ждала р. Акиву. Вероятно, что Бен-Аззай в конце концов остался холостяком.
Согласно преданию, он, подобно Бен-Зоме, Элише бен-Абуя и р. Акиве, вошёл в сад («пардес») эзотерической мудрости.
Таннаитская школьная традиция высшими представителями степени талмид хахам в учёной иерархии считала Бен-Аззая и Бен-Зому. Они носили даже специальный титул «данин» (буквально «рассуждающие», так как они имели право оспоривать мнения учителей). Бен-Аззай и Бен-Зома приводятся в качестве примера «учеников, достойных хораа», то есть, имеющих право самостоятельно решать вопросы религиозного законодательства.
Бен-Аззай находился в тесных сношениях с главами Академии Ямнии. Он передал «из уст семидесяти двух старцев» галахическое решение, принятое в Явне в тот день, когда вместо Гамалиила II был избран председателем рабби Элеазар бен-Азария. Он передал также состоявшееся в тот же день другое решение, по которому книги «Экклезиаст» и «Песнь Песней» были признаны столь же священными, как и остальные книги Св. Писания, чем он официально и окончательно установил состав библейского канона.

### Учитель
Главным учителем Бен-Аззая был Иехошуа бен Ханания. Бен-Аззай разъясняет мнения своего наставника, доказывает их правильность или излагает их перед рабби Акивой.

### Взаимоотношения с рабби Акивой
Рабби Акива в действительности не был учителем Бен-Аззая, хотя последний иногда его так называет; однажды Бен-Аззай выразил сожаление, что мало учился у p. Акивы; в другом случае он жалел, что вовсе не учился у pабби Исмаила бен-Элиша.
В своих галахических взглядах и объяснениях Библии, а также в агадических изречениях Бен-Аззай следует р. Акиве. Из тона, в котором Бен-Аззай возражал р. Акиве в случаях разногласия между ними, амораи вывели заключение, что Бен-Аззай был отчасти учеником, отчасти коллегой р. Акивы.
Многие из агадических сентенций Бен-Аззая были вызваны положениями р. Акибы и начинаются так: «Я не хочу возражать против объяснения моего учителя, я хочу только дополнить его слова».

### Легендарная деятельность
Палестинская легенда повествует: «Однажды, когда Бен-Аззай объяснял Св. Писание, около него появилось пламя; на вопрос, не изучает ли он тайны „Божьей колесницы“ (др.-евр. מרכבה‬), он ответил: „Нет, но я нанизываю, как жемчуг, слова Пятикнижия со словами Пророков и слова Пророков со словами Агиографов, и сама Тора радуется поэтому, как в тот день, когда она была возвещена среди пламени с горы Синая“».

### Конец жизни
Легенда говорит ο нём: «Он узрел тайны сада и умер; и к нему применимы слова Писания: Дорога в очах Господних смерть его праведников» (Пс. 116:15). Опираясь на этот стих, Бен-Аззай учил, что в смертный час Бог открывает праведникам их будущее загробное блаженство. В Талмуде сообщаются также и другие мнения Бен-Аззая относительно смертного часа.
Согласно не вполне удостоверенному преданию, Бен-Аззай был в числе первых жертв гонений Адриана; его имя поэтому помещено в одном из списков «десяти мучеников».

## Посмертная слава
Посмертная слава Бен-Аззая была столь велика, что р. Иоханан, величайший аморай Палестины, и Рав, величайший аморай Вавилонии, желая показать, каким огромным авторитетом они пользуются в качестве законоучителей, говорили: «Я — здесь, как Бен-Аззай». В том же смысле пользуется именем Бен-Аззая великий вавилонский аморай Аббайя и Рава.

## Учение
В Талмуде и Мидрашах сохранилось много изречений Бен-Аззая. Вот два из них, включённые в «Пиркей авот»:
- «Бен-Аззай говорит: Стремись к исполнению легкой заповеди, как к важной, и одинаково избегай всякого греха, ибо мицва (доброе дело) влечёт за собой мицву, а грех влечёт за собой грех, ибо награда за мицву — мицва, а возмездие за грех — грех».
- «Не презирай никого и не считай невозможным ничего, ибо нет человека, который не имел бы своего часа, и нет вещи, которая не имела бы своего места»[22].

В Талмуде «Дерех Эрез раба» получил название «Perek Ben-Azzai» (Бен-Аззаевский раздел), потому что третья глава этого трактата, которой он сперва и начинался, открывается изречением Бен-Аззая.
В известном афоризме, напоминающем одну из основных мыслей р. Акибы, Бен-Аззай излагает в общих и вместе с тем характерных чертах детерминистический взгляд на жизнь: «Твоим именем тебя будут звать, и на твоём месте посадят тебя, и твоё воздадут тебе; никто не прикасается к тому, что предназначено для его ближнего, и одно царство ни на во́лос не вторгается в пределы другого царства», другими словами, каждое царствование существует только в течение определённого ему Богом времени, а затем уступает место другому, следующему.
Вслед за Гиллелем, р. Акиба утверждал, что заповедь «люби ближнего, как самого себя» (Лев. 19:18) есть величайшая и основная заповедь еврейского закона. Имея в виду это утверждение, Бен-Аззай говорил, что ещё более высокий принцип заключается в следующем стихе кн. Бытия: «Вот родословие Адама», — то есть отношение к ближнему должно исходить из сознания, что все люди произошли от одного человека и, следовательно, все братья между собой.
Заповедь любить Бога всей своей душой (Втор. 6:5) Бен-Аззай объяснял так же, как и р. Акиба: «Люби Его до последнего издыхания».
Замечания Бен-Аззая относительно жертвоприношений направлены против гностицизма. В противоположность учению гностиков, что закон, в той его части, которая относится к жертвоприношениям, дан подчинённым только Богу, справедливым, но не благодетельным Демиургом, Бен-Аззай утверждает, что в связи с законами ο жертвоприношениях не упоминается ни одно из разнообразных имен Бога, кроме Его собственного, четырёхбуквенного имени, дабы «миним» (неверующие) не имели возможности подтвердить свои взгляды ссылками на Библию.
Символическое объяснение первого слова «Плача Иеремии» носит у Бен-Аззая полемический характер и направлено, быть может, против ап. Павла.
По мнению Бен-Аззая, численное значение четырёх букв имени Божия знаменует, что евреи были изгнаны лишь после того, как они отреклись от единого (א) Бога, от десяти (י) заповедей, от закона об обрезании, данного двадцатому (ו) поколению после Адама, и пяти (ה) книг Торы.